# Rathdowney, Queensland
Rathdowney este o localitate în statul Queensland, Australia.